# Manuel Balsera Rodríguez
Manuel Balsera Rodríguez, (conocido por sus convecinos como Lin de La Sala) (1919-20 de marzo de 2005) nacido en Mallecina y residente el pueblo de La Sala, en la parroquia de Godán (Salas) en 1919 fue alcalde de Salas entre 1983 y 1987 por AP obteniendo 7 concejales por 6 del PSOE ganando por una distancia mínima (101 votos). 
Ganadero, político y uno de los fundadores de Central Lechera Asturiana, fue ante todo un hombre del campo, con notable prestigio e influencia en dicho medio. Desarrolló una fecunda trayectoria ganadera y una no menos importante carrera política vinculada a Alianza Popular, que lo reclutó a comienzos de los ochenta y con el que ganó la alcaldía de Salas para el mandato de 1983 a 1987, decidiendo no presentarse a la reelección y retornar a sus labores ganaderas.
Hombre sencillo y de gran inteligencia natural, Lin de la Sala gozaba de mucho predicamento entre las gentes de la Asturias rural, como se puso de manifiesto durante el proceso de fundación de Central Lechera cuando la recorrió para captar cooperativistas. Fue también presidente de la Cámara Agraria de Salas, donde destacó por su inestimable apoyo a los compañeros ganaderos. 
Falleció el 20 de marzo de 2005, a los 86 años de edad en su residencia de La Sala.